# Stachys ocymastrum
Stachys ocymastrum es una especie de la familia de las Lamiáceas. 

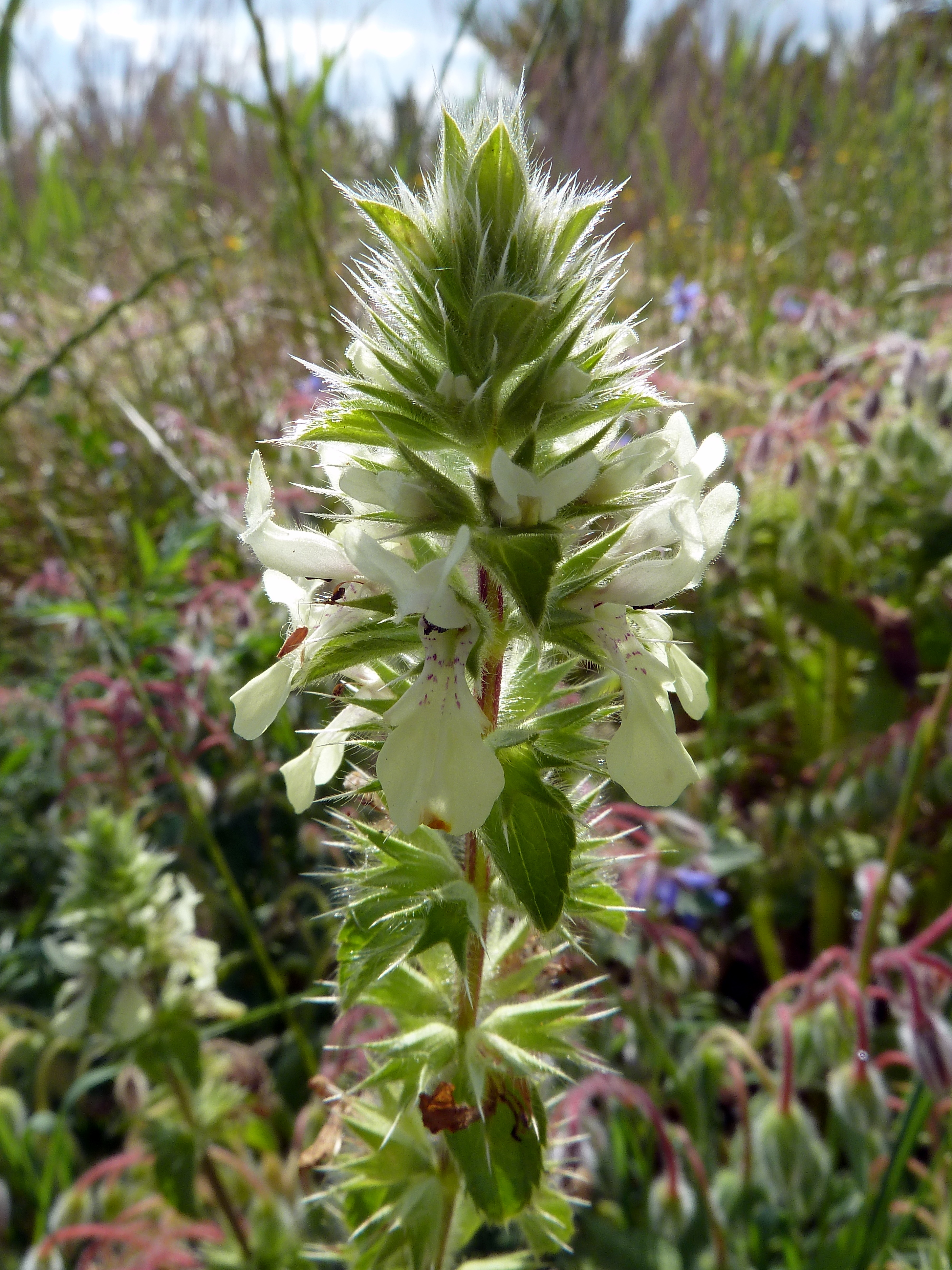
S. ocymastrum - Inflorescencia.

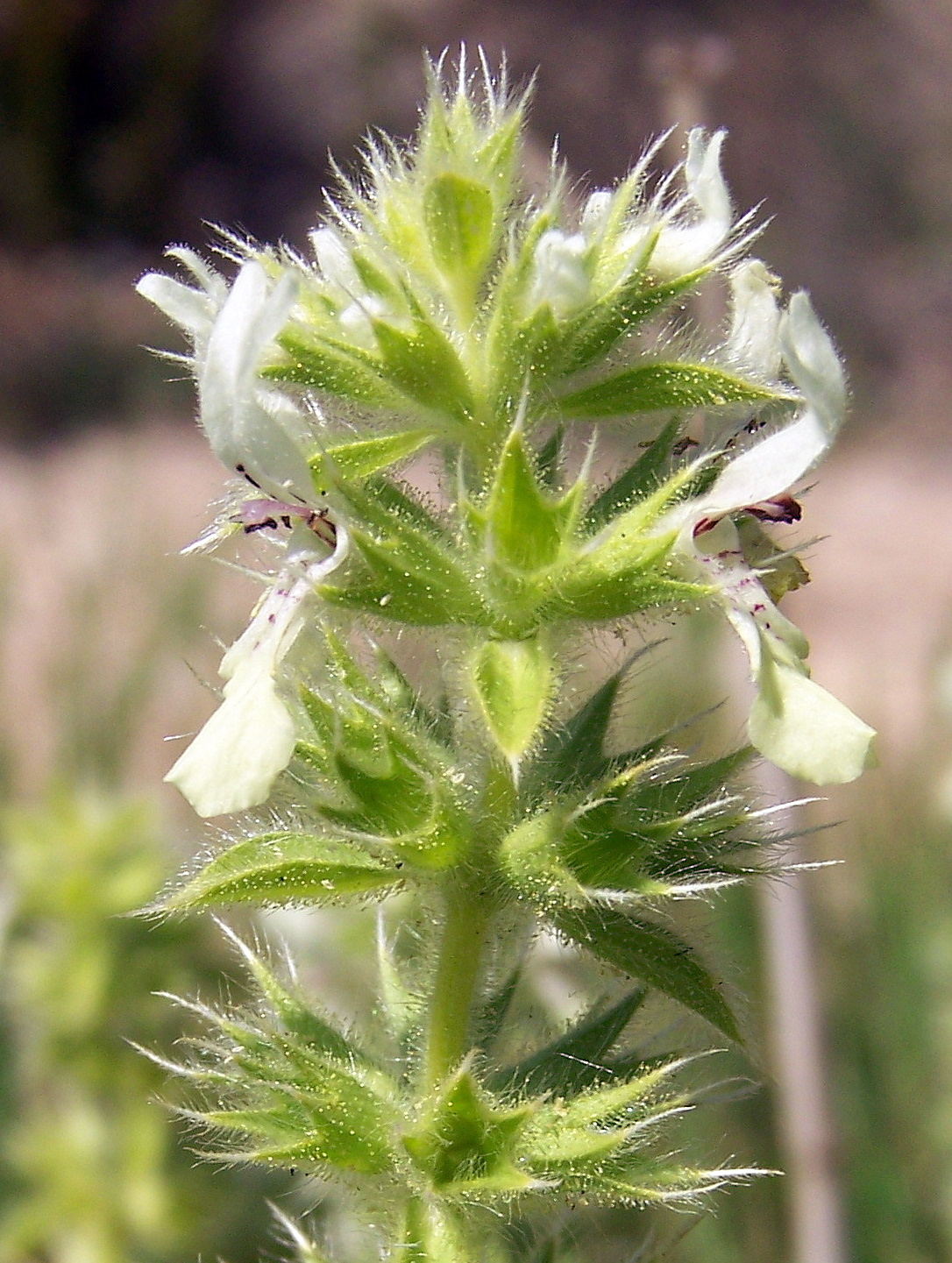
S. ocymastrum - Inflorescencia: detalle del ápice.

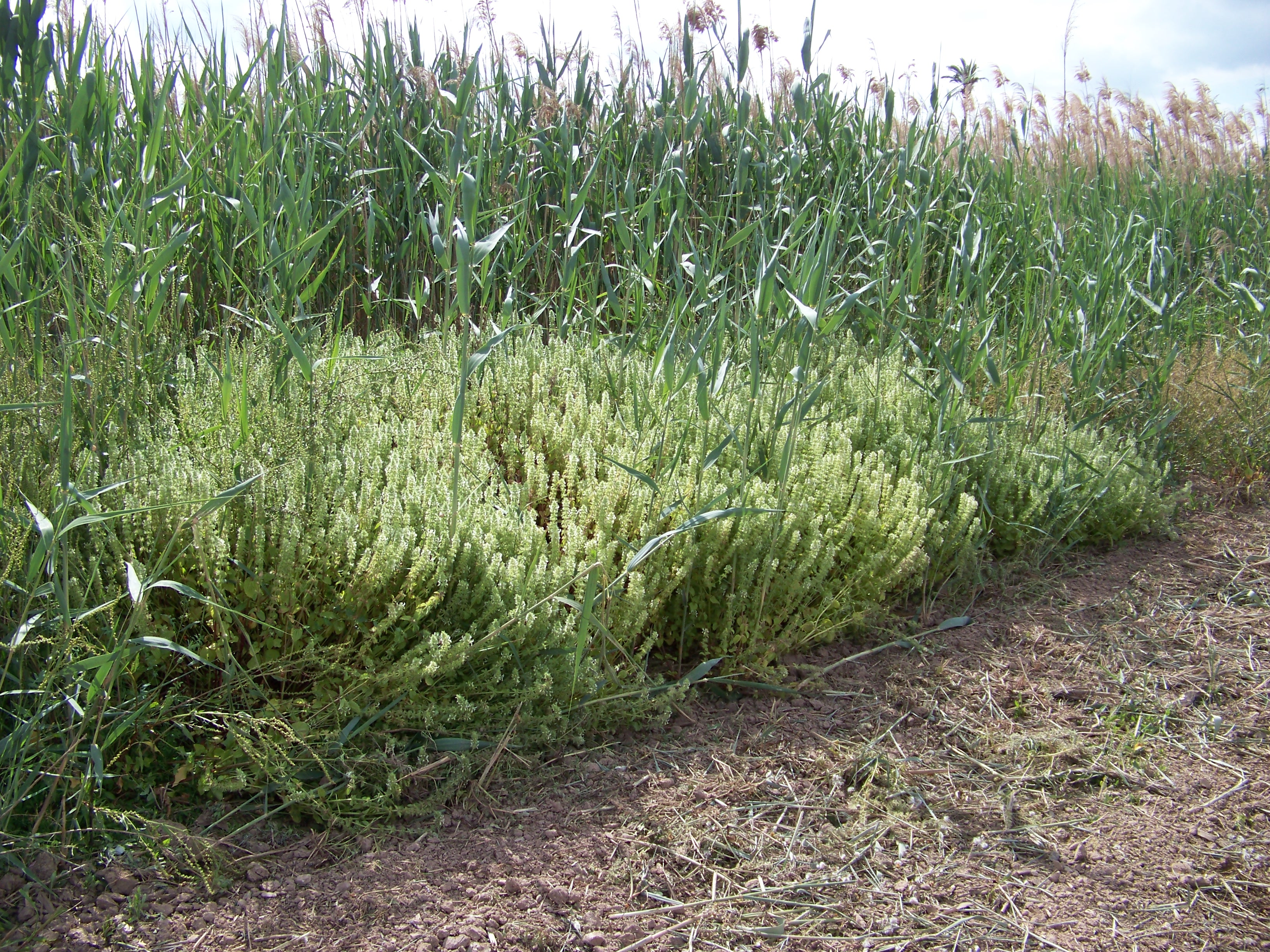
S ocymastrum - Bonita estación en Albatera (Alicante).

## Descripción
Hierba anual, raramente bienal, de 12-70 cm de alto de tallos simples o ramificados, más o menos pelosos, con pelos largos sedosos, brillantes, a veces de base engrosada y también con pelos glandulíferos. Las hojas, de 1,5-6,5 por 1,4-5 cm, son ovadas, más o menos acorazonadas en la base, con dientes a veces planos y curvados hacia arriba, mucronadas; largamente pecioladas las de abajo, con pecíolo de 1,7-5,5 cm. Inflorescencia formada por 4-18 verticilos con 2-6 flores cada uno, más o menos separados, en general próximos en la parte apical. Brácteas de 0,8-1,9 por 0,4-1,1 cm, como las hojas, sésiles, las apicales enteras, con un mucrón de 1-2 mm, en general muy pelosas en el margen; bractéolas minúsculas, en los verticilos apicales. Flores con pedicelo de 1-1,5 mm. Cáliz (7)8-12 mm, campanulado, peloso; tubo engrosado basalmente en la fructificación; dientes 5-7 mm, generalmente el superior algo mayor, largamente apuntados, casi espinosos, con ápices color amarillo pajizo. Corola de 10-16 mm, abierta, pelosa por fuera, amarilla, con el labio superior más claro, a veces con labios claramente discolores; labio superior de 4-8 mm, bilobulado, con lóbulos de 2-3 mm, erecto; labio inferior con un gran lóbulo central de 5-8 por 2,5-5,5 mm, espatulado, a veces emarginado, con 2 pequeños lóbulos laterales y con manchas obscuras en el interior. 4 estambres exertos. Los frutos son núculas de 1,5-2 mm, subesféricas o subtrígonas, de casi lisas a verrucosas, de color obscuro o gris claro jaspeado.

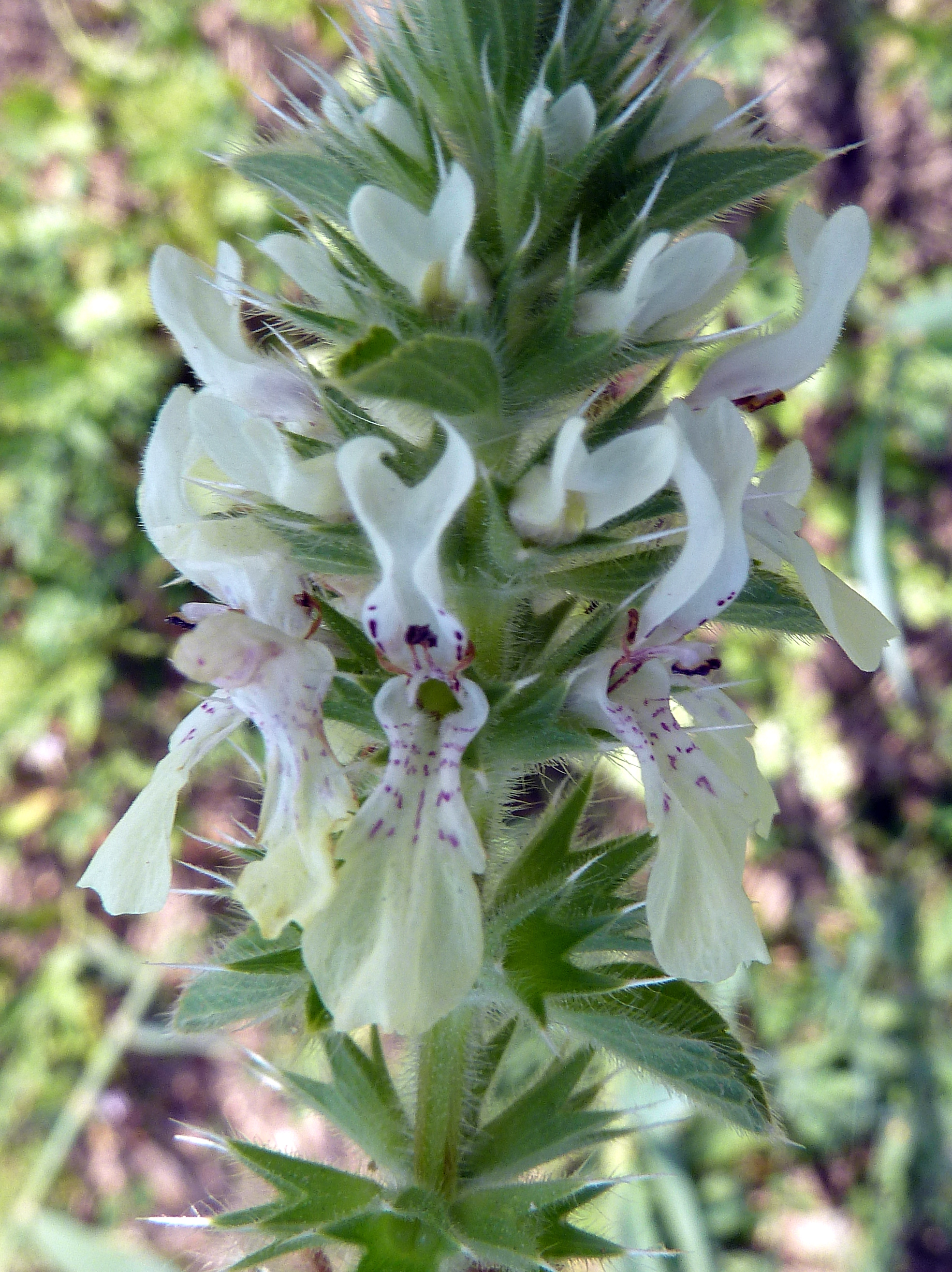
S. ocymastrum - Detalle de la inflorescencia

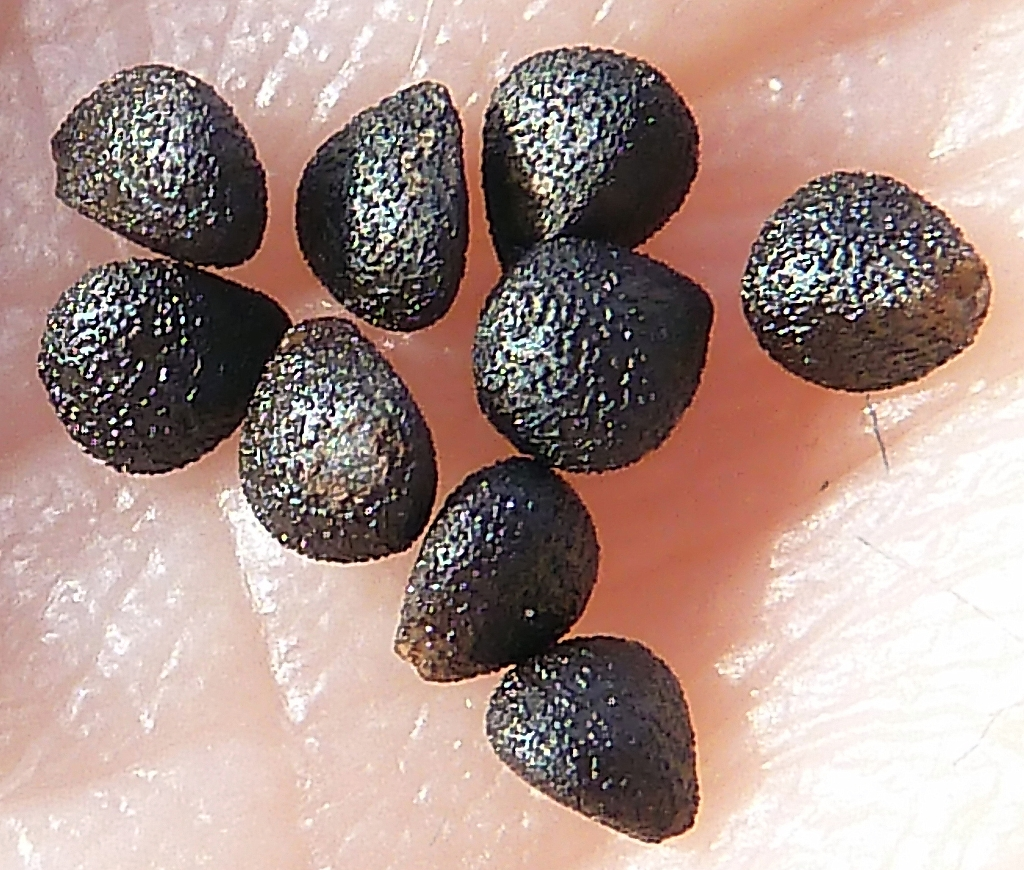
Simientes.

## Hábitat
Herbazales algo nitrificados, bases de roquedo, en comunidades subnitrófilas, indiferente edáfica; crece entre 0 y 1000 m de altitud.

## Distribución
Es originaria de Macaronesia y de la región del Mediterráneo, encontrándose en Francia, Portugal, España, Grecia, Italia, Argelia, Marruecos y Túnez.

## Taxonomía
Stachys ocymastrum fue descrita por (L.) Briq. y publicado en Die Natürlichen Pflanzenfamilien Nachtr. 1 1897
Etimología
Stachys: nombre genérico que deriva del Latín Stachys, -yos, que procede del Griego στάχνς, "espiga", en particular la de trigo, por la apariencia de las inflorescencias. Usado por Plinio el Viejo (24, lxxxvi, 136) para una planta no identificada, quizás del género Stachys. Curiosamente, la describe como parecida al puerro (Allium ampeloprasum var. porrum), pero de hojas más largas y numerosas y de flores amarillas ("Ea quoque, quae stachys vocatur, porri similitudinem habet, longioribus foliis pluribusque et odoris iucundi colorisque in luteum inclinati.").
ocymastrum: epíteto latíno que alude a la semejanza de esta planta con las del género Ocimum.
Variedades aceptadas
- Stachys ocymastrum var. bicolor Faure & Maire
- Stachys ocymastrum var. rifana (Font Quer & Maire) Guarr. (= Stachys rifana Font Quer & Maire).[4]

Sinonimia
- Galeopsis hirsuta L.
- Galeopsis hispanica Mill.
- Sideritis ocymastrum L. - basiónimo
- Stachys hirta L. nom. illeg.
- Stachys hirtula Pomel
- Stachys inscripta Rchb.
- Stachys lagascae Caball.
- Stachys marrubiastrum]] (Gouan) Briq. in Engl. & Prantl
- Stachys ocymastrum f. lagascae (Caball.) Guarr.
- Tetrahitum hirtum Hoffmanns. & Link[5][4]

## Nombre común
- Castellano: albahaca campesina, alfabraca, rabo de zorra, sege.[5]